# شارلوت والستروم
شارلوت كونستانس والستروم (بالسويدية: Charlotte Wahlström)‏ (17 نوفمبر 1849–22 فبراير 1924) رسامة سويدية.

## السيرة الشخصية
وُلدت والستروم في أبرشية سفارتا في سودرمانلاند بالسويد. وهي ابنة كل من أندرس والستروم وكارولينا سيتربرغ درست في الأكاديمية الملكية السويدية للفنون الجميلة في ستوكهولم
بعدها سافرت بمنحة دراسية إلى باريس، بريتاني في عام 1885 وبعد ذلك إلى ألمانيا، هولندا وبلجيكا في عام 1889، قضت فترة في مركز الفنون في باربيزون. عرضت والستروم عملها في قصر الفنون الجميلة في المعرض العالمي الكولومبي عام 1893 في شيكاغو، بولاية إلينوي حصلت على الميدالية البرونزية عام 1904 في معرض لويزيانا للمشتريات بسانت لويس، ميسوري توفيت عام 1924 في ستوكهولم.
يتميز فنها ببروز المناظر الطبيعية. وتم عرض أعمالها في كل من متحف غوتنبرغ للفنون والمتحف الوطني في ستوكهولم وكذلك في متاحف إوسترغوتلاند ومالمو وإوسترسوند وإوربرو.

## معرض لبعض أعمالها

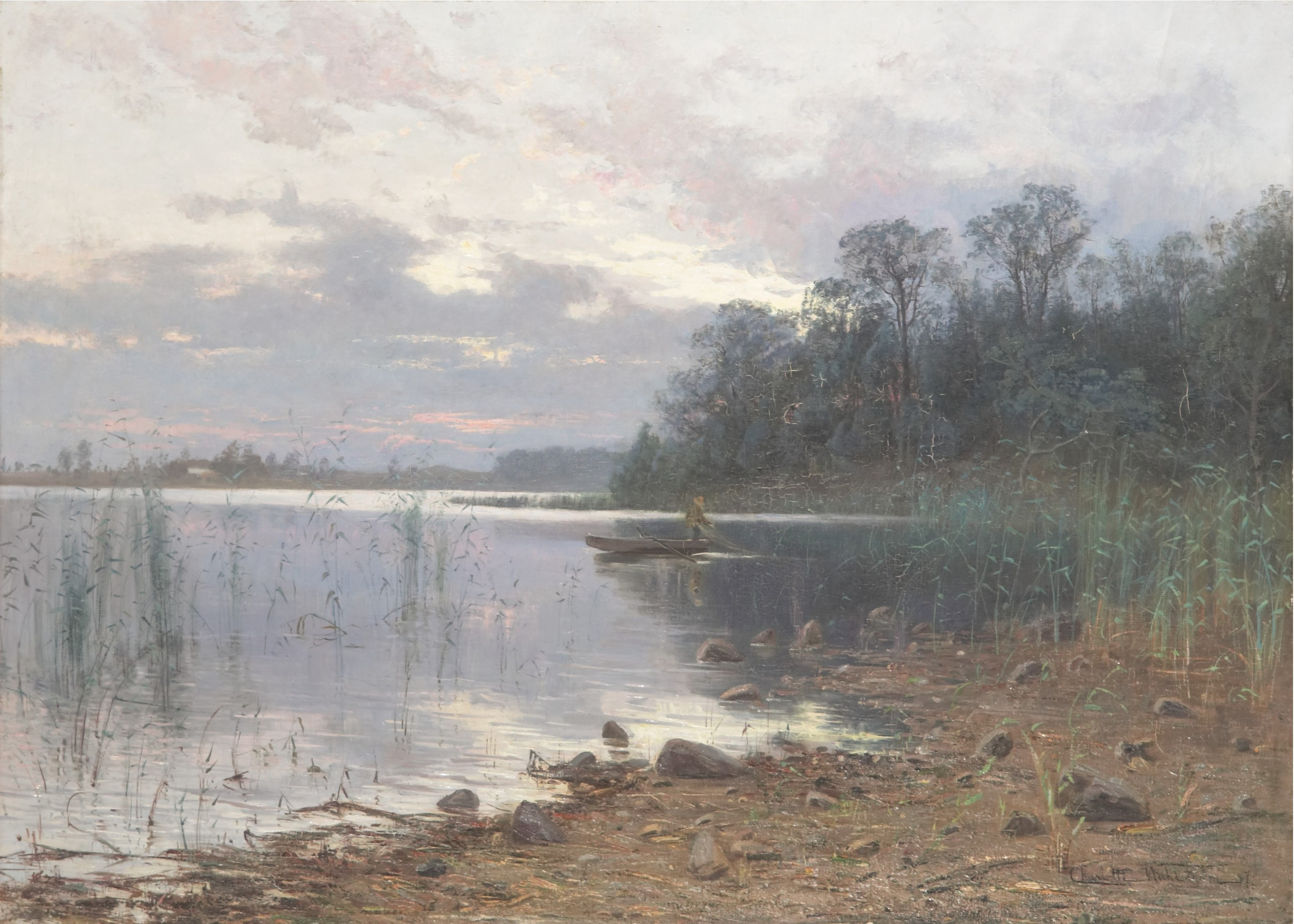
منظر طبيعي للبحيرة عند الغسق ، 1887
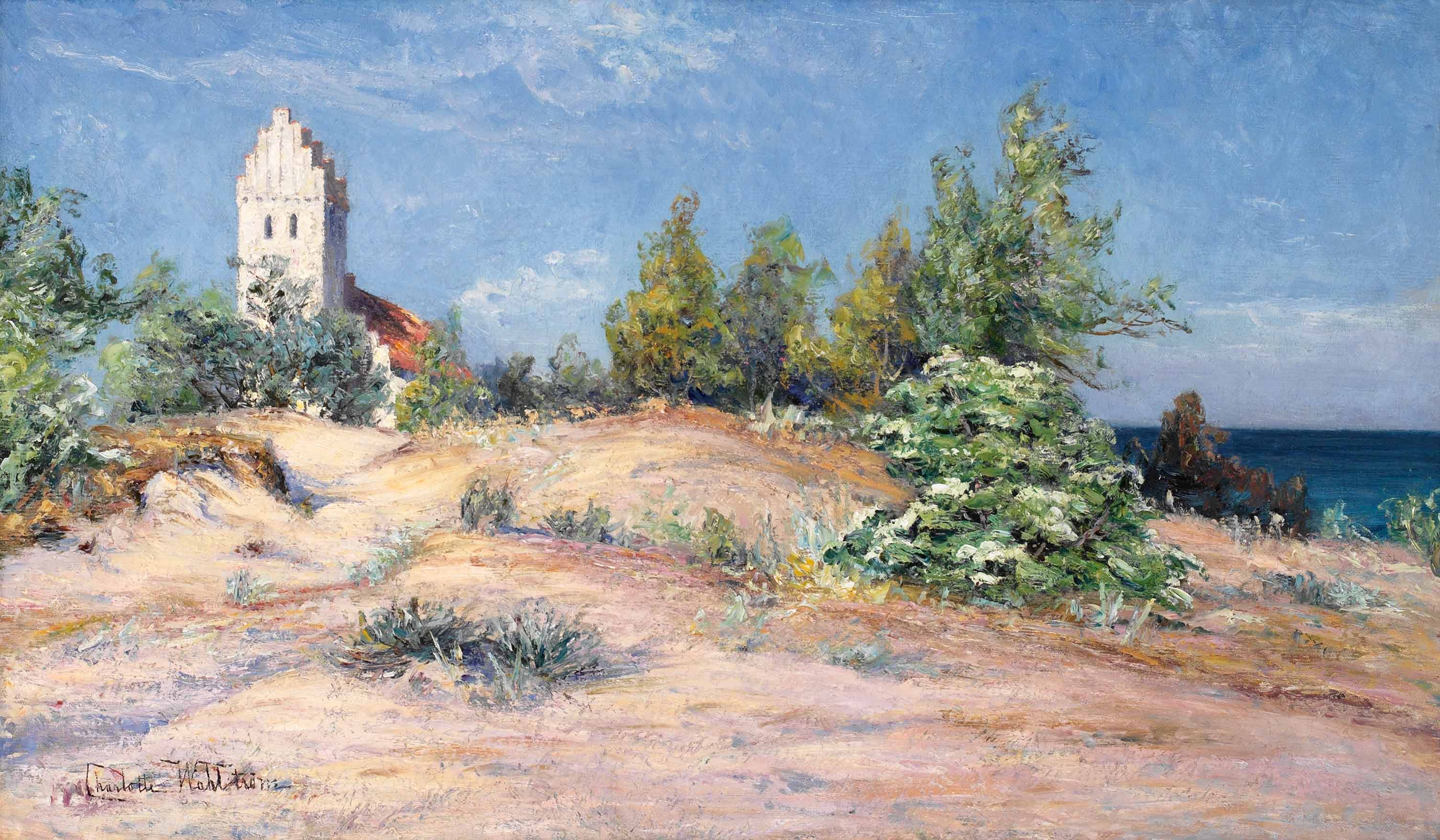
صباح الصيف ، فالستبرو

## روابط خارجية
- صور من فن والستروم